# Filmes de 1954 da Paramount Pictures
Em 1954, a Paramount Pictures lançou um total de 16 filmes.

## Destaques
As produções mais significativas foram:
- The Bridges at Toko-Ri, "um dos melhores filmes sobre a Guerra da Coreia (...) com suas empolgantes cenas de ação no mar e no ar",[1] também um grande sucesso de bilheteria
- The Country Girl, forte drama baseado em peça de Clifford Odets, com grandes atuações de Bing Crosby como um ator alcoólatra e de Grace Kelly como sua esposa
- Elephant Walk, drama romântico ambientado no Ceilão, cujos cenários suntuosos são destruídos por uma manada de elefantes enlouquecidos no clímax que ficou famoso
- The Naked Jungle, aventura desenrolada na América do Sul, em tudo semelhante a Elephant Walk, exceto pelos elefantes, que são substituídos por um exército de formigas
- Rear Window, primeiro dos seis filmes de Alfred Hitchcock no estúdio, um suspense clássico sobre o voyeurismo, enorme sucesso de público e de crítica
- Sabrina, comédia romântica estrelada por Audrey Hepburn e Humphrey Bogart, um dos filmes mais populares de Billy Wilder[1] e um dos melhores do ano, segundo a crítica[1]
- White Christmas, filme musical que foi o maior sucesso do ano,[1] o primeiro em VistaVision, estrelado por Bing Crosby e Danny Kaye e com canções de Irving Berlin

## Prêmios Oscar
Vigésima sétima cerimônia, com os filmes exibidos em Los Angeles em 1954:
| Filme            | Indicações | Premiações                |
| ---------------- | --- | ------------------------- |
| The Country Girl | Filme Ator (Bing Crosby) Atriz (Grace Kelly) Diretor Roteiro Adaptado Fotografia (preto e branco) Direção de Arte/Decoração de Interiores (preto e branco)     | Atriz Roteiro Adaptado    |
| Rear Window      | Direção Roteiro Adaptado Fotografia (em cores) Gravação de Som                                                                                                 | ---                       |
| Sabrina          | Atriz (Audrey Hepburn) Direção Roteiro Adaptado Fotografia (preto e branco) Direção de Arte/Decoração de Interiores (preto e branco) Figurino (preto e branco) | Figurino (preto e branco) |
| Knock on Wood    | Roteiro Original | ---                       |
| Red Garters      | Direção de Arte/Decoração de Interiores (em cores) | ---                       |
| White Christmas  | Canção | ---                       |

### Prêmios Especiais ou Técnicos
- Paramount Pictures Inc., Loren L. Ryder, John R. Bishop e todos os membros das equipes técnica e de engenharia: Prêmio Científico ou Técnico (Classe I - Estatueta), "por desenvolverem um método de produzir e exibir filmes, conhecido como VistaVision"[2]

## Os filmes de 1954
| Título original        | Título PT/BR                  | Título PT/PT               | Astros                          | Diretor                    |
| ---------------------- | ----------------------------- | -------------------------- | ------------------------------- | -------------------------- |
| About Mrs. Leslie      | Sombras Que Vivem             | A História de uma Mulher   | Shirley Booth, Robert Ryan      | Daniel Mann                |
| Alaska Seas            | Tormenta no Alasca            | Alaska                     | Robert Ryan, Jan Sterling       | Jerry Hopper               |
| The Bridges at Toko-Ri | As Pontes de Toko-Ri          | As Pontes de Toko-Ri       | William Holden, Grace Kelly     | Mark Robson                |
| Casanova's Big Night   | A Grande Noite de Casanova    | A Grande Noite de Casanova | Bob Hope, Joan Fontaine         | Norman Z. McLeod           |
| The Country Girl       | Amar É Sofrer                 | Para Sempre                | Bing Crosby, Grace Kelly        | George Seaton              |
| Elephant Walk          | No Caminho dos Elefantes      | A Senda dos Elefantes      | Elizabeth Taylor, Dana Andrews  | William Dieterle           |
| Jivaro                 | O Tesouro Perdido do Amazonas | Jivaro                     | Fernando Lamas, Rhonda Fleming  | Edward Ludwig              |
| Knock on Wood          | Cabeça de Pau                 | Que o Diabo Seja Surdo     | Danny Kaye, Mai Zetterling      | Melvin Frank/Norman Panama |
| Living It Up           | A Farra dos Malandros         | O Rapaz Atómico            | Dean Martin, Jerry Lewis        | Norman Taurog              |
| The Naked Jungle       | A Selva Nua                   | Marabunta                  | Charlton Heston, Eleanor Parker | Byron Haskin               |
| Rear Window            | Janela Indiscreta             | A Janela Indiscreta        | James Stewart, Grace Kelly      | Alfred Hitchcock           |
| Red Garters            | Ligas Encarnadas              |                            | Rosemary Clooney, Jack Carson   | George Marshall            |
| Sabrina                | Sabrina                       | Sabrina                    | Audrey Hepburn, Humphrey Bogart | Billy Wilder               |
| Secret of the Incas    | O Segredo dos Incas           | O Segredo dos Incas        | Charlton Heston, Robert Young   | Jerry Hopper               |
| Three-Ring Circus      | O Rei do Circo                | O Rei do Circo             | Dean Martin, Jerry Lewis        | Joseph Pevney              |
| White Christmas        | Natal Branco                  | Natal Branco               | Bing Crosby, Danny Kaye         | Michael Curtiz             |